# Evenki
Cet article concerne la langue evenki. Pour le peuple evenk, voir Evenks.
Ne doit pas être confondu avec évène.
L’evenki ou évenk (autres appellations : ewenke, ewenki, owenke, solon, suolun, khamnigan) est une langue toungouse parlée à Hulunbuir, Moriadawa, Oronchon, Chen Bargu, Arong, Ergune et Huisuomu en Mongolie-Intérieure, dans la préfecture de Nale dans la province du Heilongjiang, et au Xinjiang par un total de 19 000 locuteurs en Chine. Elle est également parlée en Mongolie et en Russie asiatique. Ses locuteurs font partie de la nationalité évenk.
L'evenki est une langue officiellement reconnue en Chine dans la Bannière autonome d'Évenk et en Russie dans le district Évenk du kraï de Krasnoïarsk. Elle peut être utilisée par les locuteurs d'autres langues. Elle possède grammaire, dictionnaires et diffusion médiatique (radio et télévision).
Les Évenks sont néanmoins bilingues pour la plupart. Ils parlent les langues officielles de leurs deux pays (Russie et Chine), plus rarement le yakoute (en Russie) et le daur (en Chine).

## Dialectes
Pour la Russie, Butalova a énuméré quatorze dialectes et cinquante sous-dialectes en se basant sur la phonologie et sur la position géographique :
1. Septentrional (aspiré)
  1. Ilimpeya: ilimpeya, agata et bol'shoi, porog, tura, tutonchany, dudinka/khantai
  2. Yerbogachon: yerbogachon, nakanno
2. Méridional (sifflant)
  1. Sourdes
    1. Sym: tokma ou nepa supérieur, Kachug, angara
    2. Baikal du Nord: baikal du Nord, lena supérieur

  2. Sonores
    1. Toungouska Pierreuse : Vanavara, Kuyumba, Poligus, Surinda, Taimura or Chirinda, Uchami, Chemdal'sk
    2. Nepa : Nepa, Kirensk
    3. Vitim-Nercha/Baunt-Talocha : Baunt, Talocha, Tungukochan, Nercha
3. Oriental (sifflant-aspiré)
  1. Vitim-Olyokma: barguzin, vitim/kalar, olyokma, tungir, tokko
  2. Aldan supérieur: aldan, amur supérieur, amga, dzheltulak, timpton, tommot, khingan, chul'man, chul'man-gilyui
  3. Uchur-Zeya: uchur, zeya
  4. Selemdzha-Bureya-Urmi: selemdzha, bureya, urmi
  5. Ayan-Mai: ayan, aim, mai, nel'kan, totti
  6. Tugur-Chumikan: tugur, chumikan
  7. Sakhalin (aucun sous-dialecte)

En Chine les dialectes sont le haila'er (ou solon), l'aoluguya, le chenba'erhui, le morigele et le huihe. Le dialecte solon représente à lui seul la majorité des locuteurs.

## Écriture
| ᠠ a /a/ | ᠡ e /ə/  | ᠢ y *, i /i/ | ᠣ o /ʊ/           | ᠤ o /ɔ/ | ᠥ u /o/         | ᠦ u /u/ | ᠧ * e * /ə/ * | * utilisés uniquement en initiale des mots. | * utilisés uniquement en initiale des mots. |
| ᠨ n /n/ | ᠩ ng /ŋ/ | ᠪ b /b/      | ᠫ p /p/           | ᠬ x /x/ | ᠭ g, ḡ /g/, /ɣ/ | ᠮ m /m/ | ᠯ l /l/       | ᠰ s /s/                                     | ᠱ sh /ʃ/                                    |
| ᠲ t /t/ | ᠳ d /d/  | ᠴ q, ch /tʃ/ | ᠵ j, zh /ʒ/, /dʐ/ | ᠶ y /j/ | ᠷ r /r/         | ᠸ w /w/ | ᠹ f /f/       | ᠺ k /k/                                     | ᠾ h /h/                                     |

| А а a /a/ | Б б b /b/         | В в v /v/         | Г г g /ɡ/         | Д д d, j /d/, /dʒ/ | Е е ye /je/    | (Ё ё) (yo) (/jo/) | Ж ж j, zh /ʒ/         | (З з) (z) (/z/, /dz/) | И и i /i/      |
| Й й y /j/ | К к k /k/         | Л л l /l/         | М м m /m/         | Н н n /n/          | Ӈ ӈ ng /ŋ/     | О о ō /ɔ/         | П п p /p/             | Р р r /r/             | С с s /s/      |
| Т т t /t/ | У у o, u /ʊ/, /u/ | Ф ф f /f/         | Х х x /x/, /h/    | Ц ц ts /ts/        | Ч ч q, ch /tʃ/ | Ш ш sh /ʃ/        | (Щ щ) (shtsh) (/ʃtʃ/) | (Ъ ъ) - -             | Ы ы e /ə/, /ɨ/ |
| (Ь ь) - - | Э э ē /e/         | (Ю ю) (yu) (/ju/) | (Я я) (ya) (/ja/) |                    |                |                   |                       |                       |                |

| A a а /a/  | B b б /b/  | C c ц /ts/ | D d д /d/ | E e ы /ə/ | Ē ē э /e/ | F f ф /f/       | G g г /g/ | Ḡ ḡ г /ɣ/ | H h х /x/, /h/ |
| I I и /i/  | J j ж /dʒ/ | K k к /k/  | L l л /l/ | M m м /m/ | N n н /n/ | Ng ng ӈ /ŋ/,/ˠ/ | Θ ō о /ɔ/ | O o у /ʊ/ | P p п /p/      |
| Q q ч /tʃ/ | R r р /r/  | S s с /s/  | T t т /t/ | U u у /u/ | V v в /ɵ/ | (W w) (у) (/w/) | X x ш /ʃ/ | Y y й /j/ | Z z з /z/, /ǳ/ |